# 新浦駅 (咸鏡南道)
新浦駅（シンポえき）は朝鮮民主主義人民共和国（北朝鮮）咸鏡南道新浦市に位置する朝鮮民主主義人民共和国鉄道省平羅線の駅である。

## 歴史
- 1924年10月11日：開業[1]。